# Chouzán
Chouzán (llamada oficialmente Santo Estevo de Chouzán) es una parroquia y una aldea despoblada española del municipio de Carballedo, en la provincia de Lugo, Galicia.

## Organización territorial
La parroquia está formada por ocho entidades de población, constando cinco de ellas en el nomenclátor del Instituto Nacional de Estadística español:

### Entidades de población
Entidades de población que forman parte de la parroquia:
- A Cela
- A Grixoá
- A Pena
- A Poxa
- Pacios
- Paradela
- Veitureia[5] (A Voutureira)

### Despoblado
Despoblado que forma parte de la parroquia:
- Chouzán

## Demografía

### Parroquia
| Gráfica de evolución demográfica de Chouzán (parroquia) entre 2000 y 2020 |
|                                                                           |
| Datos según el nomenclátor publicado por el INE.                          |

### Despoblado
| Gráfica de evolución demográfica de Chouzán (despoblado) entre 2000 y 2020 |
|                                                                            |
| Datos según el nomenclátor publicado por el INE.                           |